# Парламентські вибори у Ліхтенштейні 2001
Парламентські вибори в Ліхтенштейні 2001 проходили 9 і 11 лютого. Прогресивна громадянська партія отримала 13 і 25 місць у ландтазі.
| Партія                            | Партія                            | Голосів | %     | Місць | +/- |
| --------------------------------- | --------------------------------- | ------- | ----- | ----- | --- |
|                                   | Прогресивна громадянська партія   | 92 204  | 49,9  | 13    | +3  |
|                                   | Патріотичний союз                 | 76 402  | 41,3  | 11    | -2  |
|                                   | Вільний список                    | 16 184  | 8,8   | 1     | -1  |
| Недійсних/порожніх бюлетенів      | Недійсних/порожніх бюлетенів      | 263     | —     | —     | —   |
| Усього                            | Усього                            | 14 178* | 100   | 25    | —   |
| Зареєстрованих виборців/Участь, % | Зареєстрованих виборців/Участь, % | 16 350* | 86,72 | —     | —   |

* Кожен виборець має стільки голосів, скільки місць у парламенті, тому загальна 
кількість голосів, відданих за різні партії, більше, ніж кількість виборців.